# Stortjärnen (Ramsjö socken, Hälsingland, 690857-150069)
Stortjärnen är en sjö i Ljusdals kommun i Hälsingland och ingår i Ljungans huvudavrinningsområde.